# Coronavirus du hérisson 1
Betacoronavirus erinacei
Espèce
Betacoronavirus erinacei, aussi appelé coronavirus de hérisson 1 (EriCoV 1) (en anglais Hedgehog coronavirus 1, HedCoV1)  est une espèce de Bétacoronavirus du groupe C (Merbecovirus). C'est un virus à ARN monocaténaire de polarité positive, découvert chez des hérissons d'Europe (Erinaceus europaeus) d'Allemagne et décrit pour la première fois en 2014.
La plupart des Merbecovirus infectent des chauves-souris, mais celui-ci touche une espèce de l'ordre des Eulipotyphla, dont la position  phylogénétique est proche de celle des chauves-souris. C'est ce qui a incité les scientifiques à rechercher des coronavirus dans leurs excréments. Le virus a été localisé aux concentrations les plus élevées dans leur tractus gastro-intestinal inférieur.